# يافوز أوزكان
يافوز أوزكان (بالتركية: Yavuz Özkan)‏ هو لاعب كرة قدم تركي في مركز حراسة المرمى، ولد في 19 مايو 1985 في دنيزلي في تركيا. لعب مع أضنة سبور وبورصة سبور ودينيزلي سبور وشانلي أورفا سبور ونادي فاتح كاراغومروك.

## وصلات خارجية
- يافوز أوزكان على موقع اتحاد تركيا (لاعب) (الإنجليزية)
- يافوز أوزكان على موقع عالم كرة القدم.نت (الإنجليزية)